# Ardisia crassipes
Ardisia crassipes är en viveväxtart som beskrevs av Cyrus Longworth Lundell. Ardisia crassipes ingår i släktet Ardisia och familjen viveväxter. Inga underarter finns listade i Catalogue of Life.